# (9183) 1991 OW
A (9183) 1991 OW a Naprendszer kisbolygóövében található aszteroida. Henry Holt fedezte fel 1991. július 18-án.